# Décès en 1166
Décès
- 1162
- 1163
- 1164
- 1165
- 1166
- 1167
- 1168
- 1169
- 1170

Cette page dresse une liste de personnalités mortes au cours de l'année 1166 :
- 1er janvier : Bulgarus, juriste italien.
- 9 ou 10 avril : Galéran IV de Meulan, seigneur de Beaumont-le-Roger et de Gournay-sur-Marne, comte de Meulan, vicomte d'Évreux et 1er comte de Worcester.
- 7 mai : Guillaume Ier de Sicile dit le mauvais, roi normand de Sicile de 1154 à 1166.
- 23 août, noble de cour japonais (Kugyō) de la fin de l'époque de Heian.
- octobre : Rainaldo di Collemezzo, cardinal italien.
- 18 octobre :
  - Mateusz, évêque de Cracovie.
  - Le duc Henri de Sandomierz est tué lors d’une croisade contre les Prussiens.

- Al Idrissi, voyageur musulman (ou 1165).
- Abd al Qadir al-Jilani, soufi.
- Arnold de Nienburg, moine bénédictin qui fut abbé de l'abbaye de Berge et de l'abbaye de Nienburg en Saxe-Anhalt.
- Gospatric (2e comte de Lothian)
- Grégoire III Pahlavouni, Catholicos de l'Église apostolique arménienne.
- Guillaume Ier de Sicile, dit Guillaume le Mauvais, second roi normand de Sicile.
- Jean IV, patriarche de Kiev et de toute la Rus'.
- Josselin de Dinan, baron anglo-normand.
- Muirchertach MacLochlainn, ou Muircheartach mac Neill Ua Lochlainn, roi du Cenél nEógain.
- Raimond-Bérenger II de Provence, comte de Provence, de Gévaudan et de Melgueil, vicomte de Carlat et de Millau.
- Ahmed Yasavi, poète et un soufi.

## Crédit d'auteurs
- Cet article est partiellement ou en totalité issu de l'article intitulé « 1166 » (voir la liste des auteurs).